# Stazione di Mumbai Chhatrapati Shivaji
La stazione di Mumbai Chhatrapati Shivaji (in marathi छत्रपती शिवाजी टर्मिनस; in inglese Chhatrapati Shivaji Terminus o Chhatrapati Shivaji Maharaj Terminus, in sigla CST o CSMT), originariamente chiamata Victoria Terminus (VT), è una stazione ferroviaria di Mumbai, in India.
È un edificio storico della città, una delle stazioni ferroviarie più trafficate dell'intera nazione, punto d'accesso principale alla rete suburbana cittadina e capolinea anche di treni a lunga percorrenza e, dal 2004, è stata dichiara patrimonio dell'umanità dell'UNESCO.

## La struttura

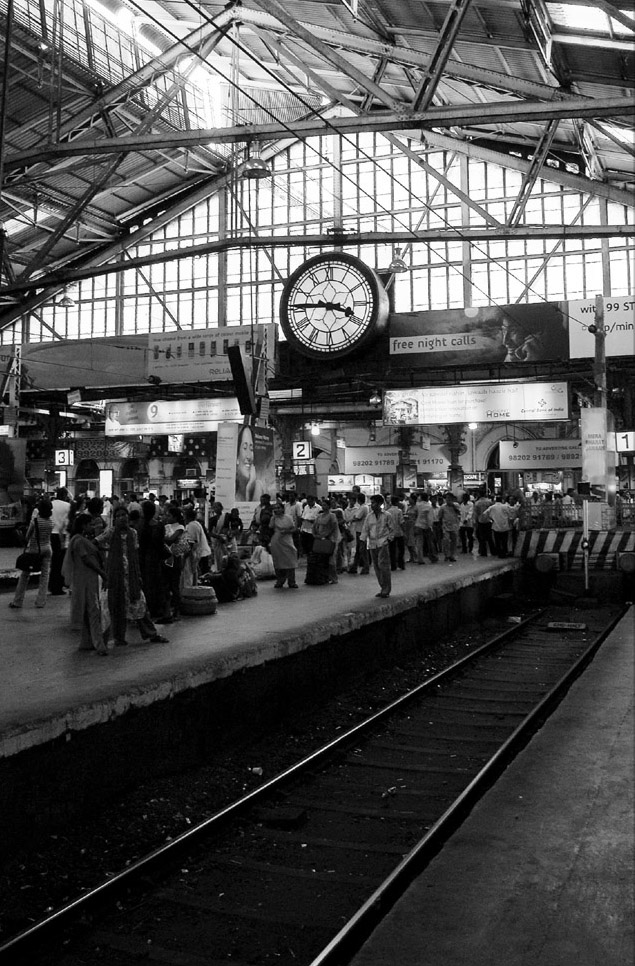
Un'immagine dell'interno della stazione di Chhatrapati Shivaji

L'edificio, costruito nel 1888, è stato progettato in stile cosiddetto neogotico-vittoriano. La costruzione presenterebbe marmo pregiato toscano mentre il resto é Gothic Revival. Moltissimi elementi decorativi dell'interno della stazione sono il frutto del lavoro degli studenti della locale scuola d'arte, fra i quali: legni intagliati, tegole, ringhiere in ferro battuto e ottone, le griglie per le biglietterie e le balaustre della grande scalinata. Per l'epoca in cui fu costruita la stazione venne inoltre dotata di tutti gli accorgimenti tecnologici e strutturali più moderni nel campo dell'ingegneria ferroviaria.

## Storia
La stazione venne progettata dall'architetto Frederick William Stevens fra il 1887 e il 1888. Dopo aver ottenuto l'incarico di costruire la stazione grazie ad uno schizzo del disegnatore Axel Herman, Stevens andò per un periodo di 10 mesi in Europa per studiare approfonditamente le stazioni ferroviarie che si trovavano in quel continente. Come risultato si può notare una certa somiglianza fra la stazione di Chhatrapati Shivaji e quella di St Pancras a Londra.
Dopo dieci anni di lavori il progetto venne ultimato nel 1897 e intitolato in onore della regina Vittoria, allora regnante. Nel 1996, in risposta alle richieste del partito nazionalista Shiv Sena ed in accordo con la recente politica di rinominare i luoghi indiani con toponimi indiani, alla stazione venne cambiato nome in quello di Chhatrapati Shivaji, in onore di un sovrano marathi del XVII secolo. Poiché però il nome di Victoria Terminus, o VT, è stato in uso per circa un secolo, esso è ancora ampiamente diffuso fra la popolazione della città di Mumbai.
La stazione di Mumbai Chhatrapati Shivaji fu il terminale per la Valigia delle Indie (Indian Mail), che permetteva di giungere alla stazione di Londra Victoria passando prima del 1871 per la Francia e in seguito per l'Italia, dove percorreva la Ferrovia Adriatica.